# Незнакомцы: Жестокие игры
«Незнакомцы: Жестокие игры» (англ. The Strangers: Prey at Night, дословно — «Незнакомцы: Жертва в ночи») — американский фильм ужасов режиссёра Йоханнеса Робертса. В главных ролях Кристина Хендрикс, Бэйли Мэдисон и Льюис Пуллман. Является сиквелом (но не прямым) фильма «Незнакомцы» 2008 года.
Несмотря на то, что эта часть тоже имеет пометку «Основано на реальных событиях», её сюжет, в отличие от первого фильма, полностью вымышленный.
В России фильм вышел 22 марта 2018 года.

## Сюжет
Начальные титры сообщают, что фильм основан на реальных событиях.
Супружеская пара Майк и Синди вместе с сыном Люком и дочерью Кинси отправляются в семейную поездку в парк трейлеров тёти и дяди, чтобы последний раз провести отдых всем вместе, так как Кинси должна отправиться в школу-интернат. Семья опаздывает и приедет уже вечером, поэтому Синди оставляет дяде Марвину голосовое сообщение. Они приходят на территорию парка и заселяются. Внезапно в дверь стучится Куколка (без маски, но затаившаяся в тени). Она спрашивает, дома ли Тамара. Синди сообщает ей, что она ошиблась трейлером, и та уходит. Затем семья садится играть в карты и просит Кинси присоединиться, но она отказывается и уходит. Синди просит Люка пойти за ней и поговорить. Кинси и Люк блуждают по округе и натыкаются на трейлер с открытой дверью, где находят тела своих убитых дяди и тёти.
После долгого отсутствия детей, супруги решают пойти на их поиски и находят их в истерике. Майк отправляет жену и дочь обратно в их трейлер и просит Люка показать, где лежат трупы дяди и тёти. Синди и Кинси возвращаются в трейлер и обнаруживают, что их телефоны сломаны, а внутри их ждёт Куколка, которая угрожает обеим кухонным ножом. Им удаётся запереться в ванной, Кинси вылезает через окно, после чего врывается Куколка и убивает Синди.
Майк и Люк приходят в трейлер дяди и тёти и находят голосовое сообщение и понимают, что нападающие подготовили им засаду. Майк и Люк подвергаются нападению мужчины в маске, но как только Майк находит револьвер в спальне, тот исчезает. Отец с сыном бегут к своему трейлеру и видят труп Синди. Они забираются в минивэн и вдвоём ищут пропавшую Кинси. Один из убийц бросает что-то в окно и Майк теряет управление машиной: минивэн врезается в трейлер. Майк не может выбраться, поэтому отдаёт сыну револьвер и говорит идти искать сестру. Как только Люк уходит, появляется маньяк с мешком и убивает Майка шилом.
Люк и Кинси находят друг друга и подвергаются нападениям убийц. Возле бассейна на Люка нападает Красотка, но ему удаётся её одолеть и зарезать. Затем он завязывает борьбу с маньяком в маске, вооружённым топором, но получает тяжёлое ранение в спину. Кинси ищет помощи на дороге, где её встречает полицейский. Внезапно он погибает от рук Куколки, а Кинси запирается в его внедорожнике. Она берёт дробовик полицейского и ранит Куколку, после чего спрашивает у лежащей на земле убийцы, зачем она напала на её семью. Та отвечает: «А почему бы и нет?», Кинси добивает её выстрелом в голову. Оставшийся маньяк едва не погибает от взрыва, устроенного девочкой. После длительной схватки, Кинси ломает ему шею ударом бейсбольной биты.
В финале Люк находится в госпитале вместе с сестрой. Ей снится кошмар, она идёт за стаканом воды, но роняет его, когда слышит стук в дверь…

## В ролях
- Бэйли Мэдисон — Кинси
- Льюис Пуллман — Люк
- Кристина Хендрикс — Синди
- Мартин Хендерсон — Майк
- Эмма Беломи — Куколка (блондинка в маске)
- Ли Энслин — Красотка (брюнетка в маске)
- Дэмиэн Маффей — Мужчина в Маске
- Престон Сэдлер — офицер Брукс
- Ли Робертс — молодая мама

## Производство
По словам Лив Тайлер, сыгравшей в первом фильме главную роль, сиквел должен был выйти ещё в 2014 году. Изначально планировалось, что она вернётся, чтобы сняться во вступлении, где её героиня будет убита, но в конечном итоге сценарий был так переписан, что в нём вообще не осталось никаких отсылок к первому фильму.
В феврале 2017 стало известно, что в режиссёрское кресло сядет Йоханнес Робертс, а съёмки начнутся летом того же года. Главные роли получили Кристина Хендрикс, Бэйли Мэдисон и Льюис Пуллман.
Съёмки начались в июне 2017 года в Ковингтоне, штат Кентукки.